# Луцій Кокцей Нерва
Луцій Кокцей Нерва (лат. Lucius Cocceius Nerva, д/н — після 37 до н. е.) — політичний діяч часів занепаду Римської республіки.

## Життєпис
Походив з роду нобілів Кокцеїв з міста Нарнія. Син Марка Кокцея Нерви. Про початок його кар'єри відомо замало.
У 41 до н. е. як легат Октавіана вирушив до Олександрії Єгипетської, де вів перемовини з Марком Антонієм щодо встановлення мирних стосунків.
У 40 до н. е. брав безпосередню участь у розробці умов Брундізійського миру, за яким Римська держава була поділена між Окатвіаном та Антонієм (останній одружився з Октавією).
У 37 до н. е. з ініціативи старшого брата Марка Кокцея Нерви від імені Октавіана разом з Гаєм Фонтеєм Капітоном (від імені Антонія) розробив умови Тарентської мирної угоди, яка загалом підтверджувала умови договору в Брундізії. Ймовірно в цей же час стає членом римського сенату.
Ймовірно брав участь у військових кампаніях проти Секста Помпея. Про подальшу долю відсутні відомості.